# 雅芳
雅芳產品公司（英語：AVON）簡稱雅芳，是一家美容產品、家居用品和個人護理產品的國際製造商和銷售商，在世界上超過140個國家透過代表銷售產品。截至2019年，雅芳的全球年銷售額達55.7億美元。雅芳是全球第14大的美容公司，為世界上第二大的直銷公司（次於安利），擁有640萬位代表，為多層次直銷公司。2024年8月，美國業務部分申請破產保護，美國以外業務不影響。

## 歷史
1886年大衛·H·麥肯尼在紐約創立了「加州香水公司」為雅芳公司的前身，後以雅芳小姐制度的直銷開展，至今是全球500大企業之一，在全球超过100个国家和地区均有业务开展。1982年，「台灣雅芳股份有限公司」正式成立，雅芳進入台灣市場至今。1990年以传销形式进入中国大陸市场。1998年，中华人民共和国国务院颁布《禁止传销条例》，传销自那时起属违法行为，雅芳开始重新布局中国大陸市场，转为“专卖店+直销”的经营模式。2006年取得合法的直销牌照。
2015年12月18日雅芳以1.7億美元的價格出售北美分公司（Avon North America）80.1％的股權出售給私募投資公司Cerberus Captial Management LP，同時司Cerberus將對雅芳集團投資4.35億美元，獲得公司16.6％的股權
2019年5月23日，擁有Body Shop的巴西美妝公司Natura & Co以換股方式收購雅芳，涉及的股份價值為20億美元，交易價值為37億美元。控股公司於完成交易後成立，Natura原股東持有新公司的76％股權，雅芳原股東則持有24%。
2020年1月6日，巴西美妝集團Natura＆Co完成對直銷公司Avon Products的收購，Avon將於NYSE市場退市。

## 圖片

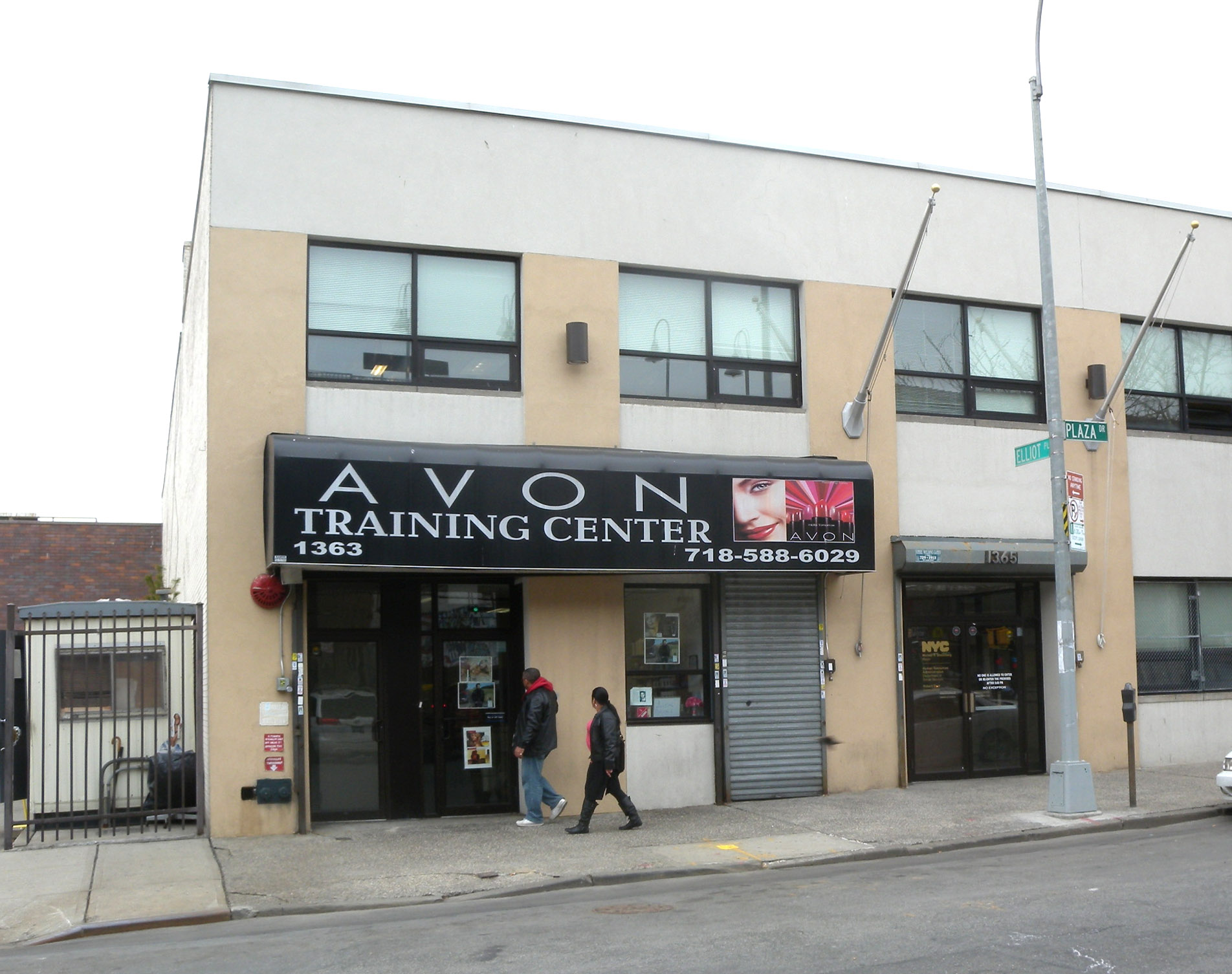
紐約的一間門市
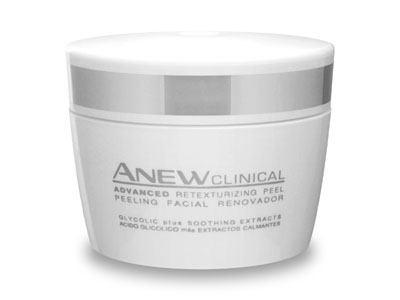
Anew乳霜
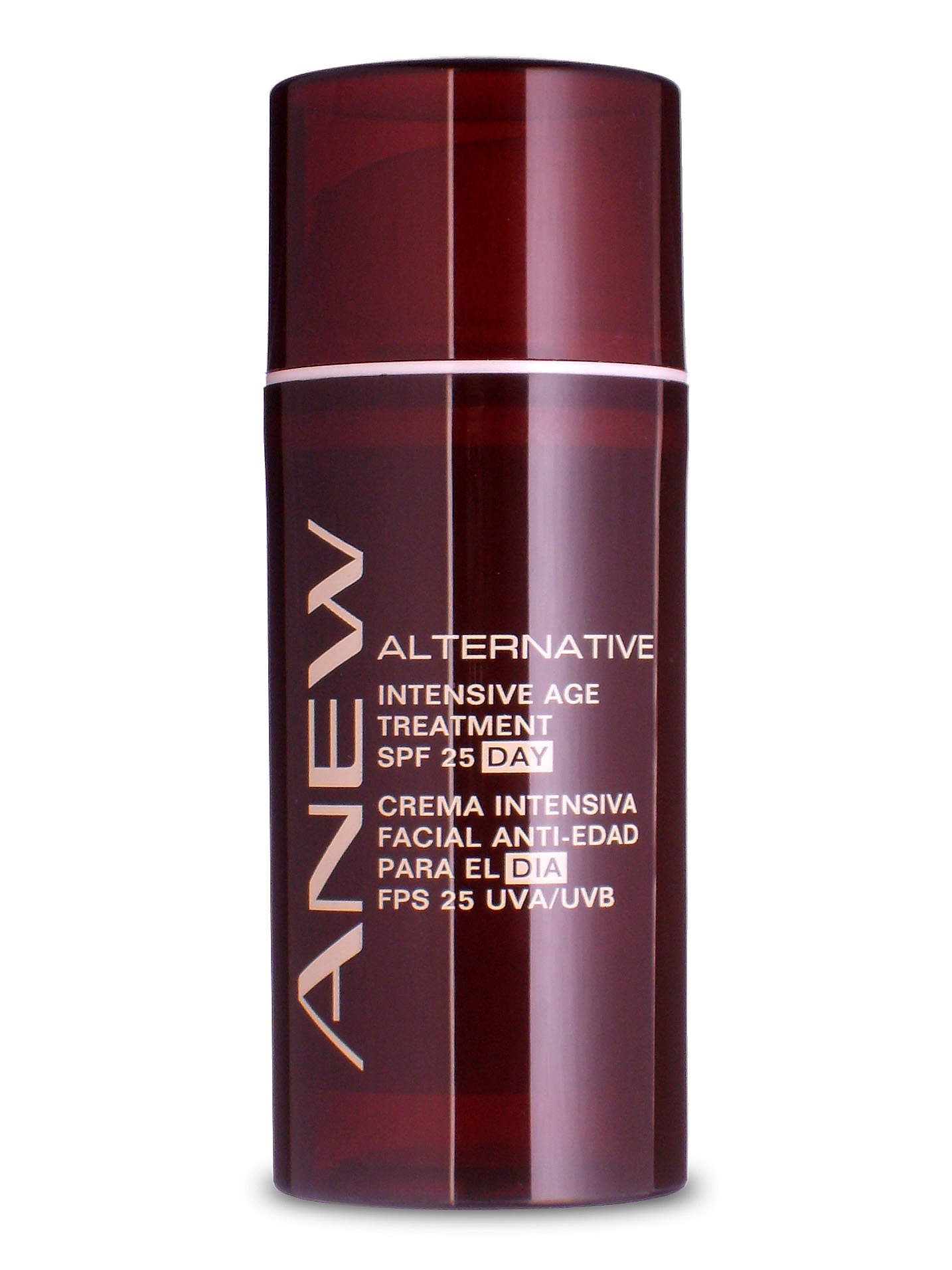
Anew防曬膏

## 事件

### 行賄醜聞
2014年，雅芳中國公司被美國以違反《美国反海外腐败法》調查後承認在華行賄，同意向美國支付1.35億美元罰金和解並將四名主管解雇以停損，包含中国区总裁高寿康(S.K. Kao)，首席财务长Jimmy Beh、中国区公司事务负责人孙长青(C.Q. Sun)以及全球内审和安全部门主管伊恩罗塞特(Ian Rossetter)。
《華爾街日報》报道稱雅芳還在内部调查发现了向巴西、墨西哥、阿根廷、印度和日本官員行賄，以取得諸多國家的行政便利，因為雅芳的直銷手法在許多國家是擦邊球。諸多國家並不鼓勵多層次直銷因為帶來的社會問題和詐騙吸金案件極多，所以訂有較嚴苛法規或是禁止，必須取得特許執照或是在檢查中證明不是直銷。

### 拟退出中国市场
2016年1月4日，中央人民广播电台报道称，雅芳在上海的中国总部和广州大区的品牌公关已纷纷离职，这意味着雅芳有可能会退出中国市场。

### 產品致癌訴訟
雅芳自1999年以來，因滑石粉產品含致癌物而有在美國聯邦與各州法院累積高達2萬多件，導致公司已在個人傷害訴訟辯護和支付和解費方面花費2.25億美元，總債務為13億美元（約新台幣423億元）。

## 外部連結
- 美國雅芳 （页面存档备份，存于）
  - Avon的Facebook專頁
  - Avon的X（前Twitter）
  - YouTube上的Avon頻道
  - Avon的Instagram帳戶
- 雅芳中国 （页面存档备份，存于）
  - 雅芳的新浪微博
- 台灣雅芳 （页面存档备份，存于）
  - AVON Taiwan的Facebook專頁
  - YouTube上的Avon Taiwan頻道